# Barneys
Barneys New York è stata una catena di negozi di lusso statunitense, fondata nel 1923 a New York Ha introdotto nel mercato degli Stati Uniti i grandi marchi della moda come Giorgio Armani, Manolo Blahnik, Fendi, Givenchy, Marc Jacobs, Prada, Jil Sander, Dries van Noten, Zegna, Crockett & Jones, Azzedine Alaïa, Comme des Garçons, Christian Louboutin. I maggiori esercizi: Beverly Hills, Boston, Chicago, San Francisco, Dallas, Las Vegas e Scottsdale.
Nell'agosto 2019 l'azienda ha fatto ricorso al Chapter 11, una legge fallimentare simile alla nostra amministrazione concordata, chiudendo 15 dei suoi 22 grandi magazzini tra cui i flagship stores di Las Vegas, Chicago e Seattle. Pochi mesi più tardi, nel novembre 2019, la società è stata rilevata da Authentic Brands Group che ha poi dato in esclusiva la licenza del marchio Barneys alla Saks Fifth Avenue. Borse, scarpe e prêt-à-porter di lusso sono state invece cedute ad una finanziaria, B. Riley, per essere liquidate alla fine delle scorte.

## Storia
La società nasce nel 1923 con il nome di Barney's, quando Barney Pressman apre il primo negozio a Manhattan grazie ai cinquecento dollari ottenuti vendendo l'anello di fidanzamento della moglie: prende in locazione uno spazio commerciale di 46m2 tra la Seventh Avenue e la West 17th Street, sede del Barney's Clothes. Barney's vendeva abbigliamento a prezzi scontati acquistando campioni in showroom, scorte in eccesso al dettaglio, alle aste e alle vendite in caso di fallimento. Ha anche offerto modifiche e parcheggi gratuiti per attirare i clienti. E questo negozio, primo nel suo genere ha portato Barney Pressman in molti programmi televisivi e radiofonici.
Pressman sostiene di essere stato il primo rivenditore di Manhattan ad utilizzare radio e televisione per far pubblicità al suo esercizio. A cominciare dagli spot radiofonici "Calling All Men to Barney's" negli anni '30 che parodiavano l'introduzione di uno spettacolo di Dick Tracy. Ha sponsorizzato programmi radiofonici con tenori irlandesi e band che suonano per pubblicizzare le lane irlandesi. Donne rinchiuse in barili regalavano cartelline di fiammiferi con il nome e l'indirizzo del negozio. Ha anche noleggiato una barca per portare 2.000 dei suoi clienti da Manhattan a Coney Island.

### Negozio di lusso
Durante gli anni '60 il figlio di Barney, Fred, rivoluziona l'azienda con il consenso del padre da un negozio di sconti a un rivenditore di lusso. In un'intervista del 1973 con Business Week, Fred Pressman dichiara di essersi "convinto che la via dello sconto non faceva per noi. Mio padre e io abbiamo sempre odiato i beni a buon mercato... Non volevo vendere merce di fascia bassa. Ora, molti di coloro che hanno scelto di farlo, sono sull'orlo della bancarotta". E in un'altra occasione: "Il miglior valore che puoi offrire a un cliente è l'attenzione personale ad ogni dettaglio, e lui tornerà ancora e ancora. Alla fine, il cliente si preoccupa di più su come viene trattato". Così, invece di andare alle aste e vendite fallimentari, va alla ricerca di designer ancora sconosciuti. Fred Pressmaan muore nel luglio 1996.
Nel 1970, Barney's ha costruito un quinto piano sul suo edificio originale e un'aggiunta di cinque piani. Il negozio originale è stato ribattezzato "America House" (destinata alla merce di designer già noti) e l'aggiunta è stata chiamata "International House" (destinata alle collezioni complete di designer europei, dai pantaloni in denim ai completi da 250 dollari). L'esercizio ampliato occupava l'intero blocco della Seventh Avenue (tra la 16a e la 17a strada), con una superficie di vendita di 9.300 metri quadrati.
Nel 1973, il negozio vendeva 60.000 abiti. Barney's ha portato le linee complete di designer come Bill Blass, Pierre Cardin, Christian Dior e Hubert de Givenchy. È stato il primo ad avere introdotto nel mercato americano l'intera linea di Giorgio Armani, dopo aver firmato un accordo nel 1976. L'abbigliamento femminile è stato introdotto nel 1976 al terzo piano dell'"International House". L'anno successivo, il negozio femminile si è trasferito a "The Penthouse", un nuovo locale di primo livello. Barney's ha anche aggiunto al negozio articoli per la casa, cosmetici e articoli da regalo. Sempre nel 1977, il ristorante all'interno di Barney's è ribattezzato "The Cafe" iniziando a vendere insalate, zuppe e panini.

### Da Barney's a Barneys
L'azienda lascia cadere l'apostrofo da Barney's nel 1981.
Nel 1986 è aperto in una fila di sei case a schiera in due edifici adiacenti lungo la 17th Street il negozio da donna da 25 milioni di dollari e 6.500 metri quadri. Comprendeva anche un salone di bellezza e un ristorante unisex, oggetti d'antiquariato e
e reparti di casalinghi. Ha rappresentato circa un terzo delle vendite di Barneys. Due anni più tardi, nel 1988, Barneys ha aperto un negozio per uomini di 930 metri quadri nel World Financial Center. E nel 1993 ha trasferito la sede della Seventh Avenue in un altro edificio, progettato da Kohn Pederson Fox, di 21.000 metri quadri e di nove piani su Madison Avenue a East 61th Street. I pavimenti in legno, un mosaico in marmo sul pavimento della hall, i soffitti in foglia d'oro e le pareti laccate del nuovo centro di Barneys sono costati 267 milioni di dollari.
Nel 1989, Barneys ha formato una holding con il grande magazzino giapponese Isetan per gestire negozi in entrambi i paesi. Il primo negozio di Tokyo è stato aperto nel novembre 1990. L'accordo prevedeva anche che la holding spendesse 250.000 dollari per aprire 30 negozi più piccoli di circa 600 metri quadri. Il primo di questi centri più piccoli è stato aperto a Costa Mesa, in California nel 1990. Barneys ha poi aperto il suo primo grande magazzino fuori Manhattan a Chicago, nel 1993, seguito da un altro centro commerciale a Beverly Hills, in California, nel 1994.
Nel 1995, la famiglia Pressman ha voluto chiudere il rapporto di investimento con Isetan consolidando l'attività di vendita al dettaglio in Barneys e indirizzando l'investimento di Isetan nel settore immobiliare per i negozi monomarca Barneys a New York, Chicago e Beverly Hills. Al termine di questo consolidamento, l'investimento immobiliare e le attività di vendita al dettaglio sarebbero state detenute in un'unica società.

### Primo fallimento nel 1996
Durante il processo di consolidamento, sono sorte divergenze tra Isetan e la famiglia Pressman in merito a fondi che i Pressman hanno dirottato verso un'altra loro società. Parlando di violazione della fiducia, Isetan ha così interrotto i tentativi di consolidamento. Nel dicembre 1995, sotto la consulenza di John P. Campo di LeBeouf, Lamb, Greene & MacRae e Anthony Grillo di The Blackstone Group, la famiglia Pressman, riconoscendo che il consolidamento dell'investimento e dell'attività non era più praticabile, ha presentato istanza di fallimento ai sensi del Chapter 11. Si credeva che, solo davanti ad  tribunale fallimentare, l'accordo tra la famiglia Pressman e Isetan potesse essere revocato e si potesse redigere un nuovo accordo. La strategia è invece fallita. Il fallimento ha consentito alla società di chiudere i negozi aperti all'inizio dell'espansione della società e non più coerenti con la strategia dell'azienda.

### Cambi di proprietà
Il 20 dicembre del 2004, la famiglia Pressman ha venduto la sua proprietà residua, meno del 2%, al Jones Apparel Group, che a sua volta ha venduto la società nel settembre 2007 a una società di private equity con sede a Dubai, Istithmar PJSC, ad un prezzo di 937,4 milioni di dollari. L'acquisto di Istithmar comprendeva un debito stimato di 500 milioni di dollari. Secondo Bain & Co. "il mercato del lusso ha subito una brusca svolta in peggio dopo l'acquisizione di Barneys da parte di Istithmar. Le vendite negli Stati Uniti di abbigliamento, profumi e accessori di fascia alta sono diminuite del 14% nel 2009. Sebbene il lusso sia stato un protagonista durante le festività natalizie 2010, le tendenze di spesa devono ancora tornare ai livelli pre-recessione. L'azienda privata non rivela i risultati finanziari ma ha affermato che l'EBITDA è aumentato di 30 milioni di dollari nel 2010".
Howard Socol, CEO di Barneys, si è dimesso poco dopo il cambio di proprietà. Dopo oltre due anni di tentativi inutili per trovare un equilibrio, nel settembre 2010 la guida della società è affidata a Mark Lee, ex amministratore delegato di Gucci ed ex membro del cda di altre aziende di moda. Lee ha apportato numerosi cambiamenti nello staff. Amanda Brooks, in precedenza direttrice creativa di Hogan, ha sostituito la responsabile fashion Julie Gilhart. Una collega di Lee al gruppo Gucci, Daniella Vitale, ha rimpiazzato Judy Collinson come capo del marketing. Il precedente direttore creativo, Simon Doonan, è sostituito da Dennis Freedman.
Numerosi i cambiamenti. Le pubblicità dei cataloghi di Barney, solitamente girati internamente, per la primavera 2011 sono state effettuate da fotografi d'arte come William Klein, Nan Goldin e Juergen Teller. Alcuni negozi sono stati ristrutturati  come il piano principale della sede di Madison Avenue e i livelli Co-Op. Le tradizionali tende da sole rosse sono state cambiate in nere. Il sito web di Barneys è stato rinnovato e ha lanciato un nuovo sito chiamato "The Window" che è la principale "pagina di destinazione dei social media" del rivenditore, una finestra sul mondo Barneys, con notizie sulla moda e sugli eventi nei negozi Barneys. A partire da febbraio 2011, Barneys non ha più venduto Prada (ad eccezione di scarpe e abbigliamento da uomo) a causa di disaccordi sui prezzi e sul controllo delle scorte. Prada voleva affittare uno spazio, ma controllava il proprio inventario e le riduzioni in base a un modello di concessione. Barneys ha rifiutato.
Nel maggio 2012, Perry Capital ha acquisito la maggioranza della società che ha ridotto il suo debito da 590 milioni di dollari a 50 milioni di dollari. Tre i seggi nel consiglio di amministrazione di sette membri. Ne fanno parte  anche l'ex proprietario di maggioranza Istithmar World, il nuovo investitore Yucaipa Cos e il presidente esecutivo Mark Lee.
Nel febbraio 2016, Barneys New York è tornato nella sua sede originale sulla Seventh Avenue a Chelsea, aprendo un Flagship store di quattro piani. Daniella Vitale è stata nominata amministratore delegato, succedendo a Lee, nel febbraio 2017.